# Прието, Родриго (футболист)
Робриго Прието Ауберт (исп. Rodrigo Prieto Aubert; род. 8 февраля 1983 года, Гвадалахара, Мексика) — мексиканский футболист, полузащитник клуба «Хуарес».

## Клубная карьера
Прието — воспитанник клуба «Гвадалахара» из своего родного города. Из-за высокой конкуренции он не смог пробиться в основу и начал профессиональную карьеру только в возрасте двадцати лет в «Монаркас Морелия». 3 августа 2003 года в матче против «Ирапуато» он дебютировал в мексиканской Примере. В начале 2004 года Родриго перешёл в «Венадос». Во время выступления за команду из Мериды он также дважды на правах аренды играл за «Крус Асуль» и «Пуэблу». В 2008 году Прието покинул Мексику и перешёл в венесуэльский «Карабобо». 29 августа в матче против «Атлетико Эль-Вихия» он забил свой первый гол за новую команду в венесуэльской Примере. В начале 2009 года Родриго перешёл в «Каракас», в составе которого дважды выиграл чемпионат и завоевал Кубок Венесуэлы.
В начале 2011 года он вернулся в Мексику, подписав контракт с «Дорадос де Синалоа». 9 января в матче против «Ирапуато» Прието дебютировал за новую команду. 30 января в поединке против «Индиос» Родриго забил свой первый гол за клуб.
Летом 2011 года Прието подписал контракт с «Торос Неса». 31 июля в матче против «Кафеталос де Тапачула» он дебютировал за новый клуб. 23 октября в поединке против «Ла-Пьедад» Родриго забил свой первый гол за «Торос Неса». Во втором сезоне он поразил ворота соперников 16 раз и стал лучшим бомбардиром Лиги Ассенсо.
Летом 2013 года Родриго перешёл в «Дельфинес». 20 июля в матче против своего бывшего клуба «Венадос» он дебютировал за новую команду. 3 августа в поединке против «Крус Асуль Идальго» Прието забил свой первый гол за «дельфинов». По итогам сезона он стал лучшим бомбардиром клуба. Летом 2014 года Родриго вернулся в «Дорадос», которому помог по итогам чемпионата выйти в элиту.
Летом 2015 года «Дорады» для выступления в высшем дивизионе, решились на серьёзное укрепление состава и Прието остался не у дел. В июле он подписал контракт с «Некаксой». 25 июля в матче против «Атланте» Родриго дебютировал за новый клуб. В этом же поединке он забил свой первый гол за «Некаксу». По итогам сезона Прието помог клубу выйти в элиту. 24 июля матч против «Леона» стал для Родриго первым в Лиге MX, после восьмилетнего перерыва. В начале 2017 года Прието присоединился к «Сакатепеку». 7 января в матче против «Коррекаминос» он дебютировал за новую команду. В этом же поединке Родриго забил свой первый гол за «Сакатепек». Летом того же года Прието перешёл в «Хуарес». 23 июля в матче против «Селаи» он дебютировал за новый клуб. 20 августа в поединке против «Минерос де Сакатекас» Родриго забил свой первый гол за «Хуарес».

## Достижения
Командные
 «Каракас»
- Чемпионат Венесуэлы по футболу — 2008/2009
- Чемпионат Венесуэлы по футболу — 2009/2010
- Обладатель Кубка Венесуэлы — 2009

Индивидуальные
- Лучший бомбардир Лиги Ассенсо (11 мячей) — Аперутра 2012